# Kiss Kiss (Bang Bang)
Kiss Kiss (Bang Bang) es una película de comedia británica de 2001 escrita y dirigida por Stewart Sugg. Está protagonizada por Stellan Skarsgård, Chris Penn y Paul Bettany.

## Sinopsis
Félix es un sicario que quiere salir del negocio. Acepta un trabajo para cuidar de un hombre solitario llamado Bubba que es como un niño gigante, no entiende a la gente y no sabe mucho, ya que nunca antes había visto el mundo exterior. Pero Félix tiene problemas mayores. Quiere arreglar la relación con su exnovia y sus antiguos colegas lo atacan, quienes no le permiten alejarse de su pasado tan fácilmente.

## Reparto
- Stellan Skarsgård como Felix
- Chris Penn como Bubba
- Paul Bettany como Jimmy
- Allan Corduner como Big Bob
- Jacqueline McKenzie como Sherry
- Martine McCutcheon como Mia
- Sienna Guillory como Kat
- Stephen Walters como Kick Box Stevie
- Ashley Artus como Mick Foot
- Belinda Stewart-Wilson como Camilla
- Benedict Wong como Pat Proudence

## Estreno
La película fue estrenada el 7 de noviembre de 2001.